# Muzyka fruwającej ryby
Muzyka fruwającej ryby – ósmy album zespołu Osjan wydany w 1992 przez Milo Records/Selles Enterprises. Materiał nagrano podczas koncertu 27 marca 1998 w Teatrze Buffo w Warszawie. 

## Lista utworów
1. "Rozdział I" (W. Waglewski) – 9:39
2. "Rozdział II" (Osjan) – 13:52
3. "Rozdział III (Sleep, Safe and Warm)" (K. Komeda) – 6:13
4. "Rozdział IV (Bębny)" (R. Nowakowski) – 6:03
5. "Rozdział V" (Osjan) – 2:08
6. "Rozdział VI" (Osjan) – 11:01
7. "Rozdział VII (Pieśń Girolamy)" (J. Ostaszewski) – 5:48

## Skład
- Jacek Ostaszewski – flety proste, sanza, instr. perkusyjne, głos
- Wojciech Waglewski – gitara, sanza, quicka, instr. perkusyjne, głos
- Radosław Nowakowski – conga, gongi, instr. perkusyjne
- Milo Kurtis – instr. perkusyjne, sanza, conga, didgridoo

realizacja
- Wojciech Przybylski – realizacja nagrań
- Krzysztof Jaroszyński – cyfrowe przygotowanie nagrań

## Wydania
- 1998 Milo Records/Selles Enterprises (MR 102)/(SELL 0050)